# Miguel Salvá

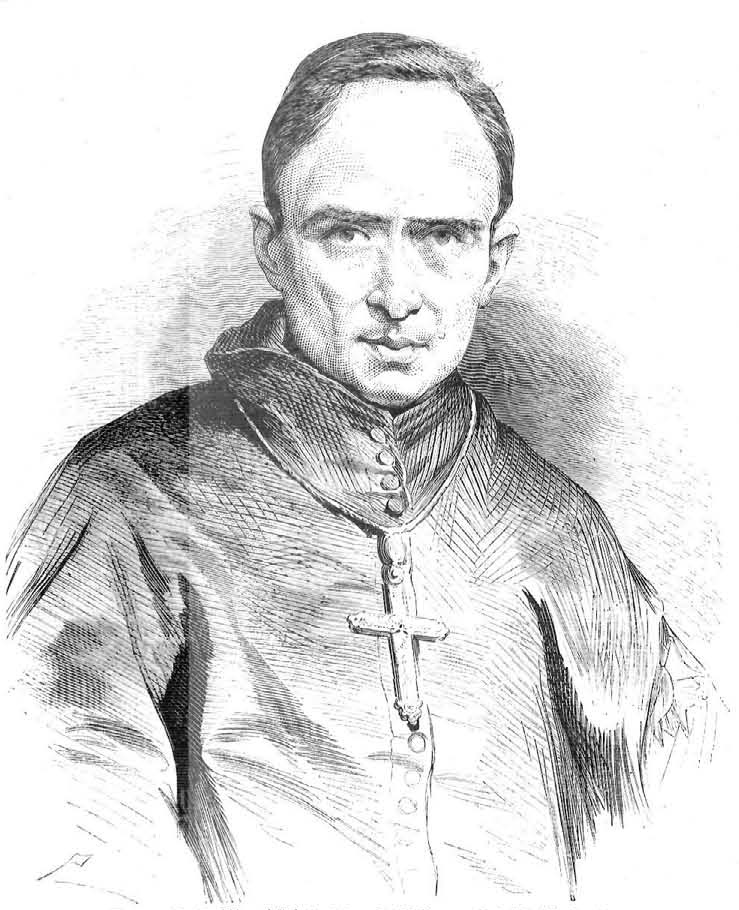
Miguel Salvá, grabado de Marcelo París por dibujo de Daniel Perea aparecido en La Ilustración Española y Americana, año XVII, n.º XLV, 1 de diciembre de 1873.

Miguel Salvá Munar (Algaida, Islas Baleares, 1791-Palma de Mallorca, 5 de noviembre de 1873) fue un religioso y académico español.
Se ordenó sacerdote en 1814 y fue coadjutor de la parroquia de San Jaime en Palma de Mallorca. En 1820 fue nombrado secretario de la Diputación Provincial hasta 1823 que emigró al extranjero por sus ideas políticas. Años después volvió a España y vivió en Madrid donde fue oficial de la secretaría de la Interpretación de lenguas y primer redactor de la Gaceta de Madrid. Más tarde fue miembro de la Junta de Instrucción Pública, auditor honorario del Tribunal de la Rota, bibliotecario del duque de Osuna y bibliotecario mayor de Isabel II. Tuvo diferentes cargos en la Real Academia de la Historia y fue obispo de Mallorca entre 1851 y 1873.

## Bibliotecario mayor de Isabel II
El 11 de diciembre de 1843 fue nombrado bibliotecario de cámara con sueldo de 16.000 reales anuales, por sus «acreditados conocimientos literarios». Tras morir Fernando VII, se había traslado la biblioteca real privada al ángulo que ocupa hoy desde justo el opuesto dentro del Palacio Real de Madrid, en la llamada "ala de san Gil". En ella estaban las cámaras reales desde que se trasladó la familia real al llamado Palacio Nuevo a mediados de los años sesenta del siglo XVIII, desde el Palacio del Buen Retiro, cuando acabaron las obras. En el ala privada donde hacían vida familiar los Borbones estaba la Librería de Cámara, pero por entonces ya ocupaban bastante los libros, sobre todo tras las amplias incorporaciones de 1806 y años de alrededor, con la entrada del rico fondo del I conde de Gondomar, don Diego Sarmiento de Acuña (1567-1626), comprado en los años ochenta a sus herederos, los condes de Malpica, y traída desde Valladolid, aunque hasta Fernando VII no se pagaría con el bolsillo secreto de este. Otras entradas habían sido las importantes de los manuscritos de los Colegios Mayores de Salamanca tras su disolución y las colecciones procedentes de la Secretaría de Gracia y Justicia de Indias, casi todas de relevancia americanista: las de Manuel José de Ayala, muy numerosa, y las de Juan Bautista Muñoz, José Antonio de Areche, Dionisio de Alcedo Herrera y la no americanista de Francisco de Zamora. A estos fuertes ingresos supo hacer frente Juan Crisóstomo Ramírez Alamanzón, sucediéndole José Ángel Álvarez Navarro, hasta 1834, coincidiendo con el fallecimiento del monarca. Tras José Ángel Álvarez Navarro entra como bibliotecario y en los años cuarenta ya es bibliotecario mayor.
Pero la reina viuda, doña María Cristina de Borbón-Dos Sicilias, decidió ocupar la totalidad del ala para sus aposentos privados, por lo fue trasladada la Real Biblioteca al ángulo opuesto actual. En esos años cuarenta hubo por tanto un largo proceso traslado y de reasentamiento de la misma, haciendo muebles de maderas nobles a medida para ocupar lienzos de paredes y otro mobiliario, en plena época romántica, que son las actuales librerías, a las que se añadieron otros muebles de épocas anteriores. Además, se entarimó la zona. Tras ubicarse los libros, se decidió realizar un fichero manual con cartulinas de papel que recogieran la totalidad de los fondos bibliográficos. Esta tarea se le encomendó a Salvá, y que buscara para su redacción a un escribiente. Tras morir el anterior bibliotecario Salvador Enrique Calvet, que tenía la Cruz de la Orden de Carlos III, se le concede la suya, el 3 de octubre de 1846. En verano se ausentaba para tomar baños y aguas medicinales, soliendo ir a su Mallorca natal, y durante un tiempo le sustituyó el archivero general Tomás Zaragoza y Sacristán, pero desde 1850 lo hace el bibliotecario segundo, Manuel Carnicero Weber. El propio Salvá reconoció que la primera circunstancia no era lo normal. Se conservan muchos documentos en el archivo de la Real Biblioteca de su paso por ella, unos 300. Sobresalen cartas con autores y políticos relevantes, como Juan Donoso Cortés, entre otros, o las relativas a la edición monumental que se realizó entonces de la Historia general de las Indias de Gonzalo Fernández de Oviedo, cargo de la Real Academia de la Historia, en cuatro volúmenes, pues se usaron piezas bibliográficas de la Real Biblioteca para ella.
En 1852 fue consagrado Obispo de Mallorca estando representada la Casa Real en la ceremonia, realizada en la madrileña iglesia de San Isidro, por el conde de Pinohermoso, que era el mayordomo mayor de Palacio.

## En la Real Academia de la Historia
Fue nombrado académico supernumerario el 2 de abril de 1831; tomó posesión el 3 de junio del mismo año. Académico de número el 29 de abril de 1836, tomó posesión en la junta el mismo día.
Fue tesorero en tres ocasiones:
- del 24 de noviembre de 1837 al 7 de noviembre de 1841
- del 16 de diciembre de 1842 al 9 de diciembre de 1843
- del 20 de diciembre de 1844 al 28 de noviembre de 1847.

Fue bibliotecario de esta Real Academia del 16 de julio de 1833 al 9 de agosto de 1833. Se involucró en importantes proyectos editoriales de la misma, como la publicación del CO.DO.IN, la Colección de Documentos Inéditos para la Historia de España, ambiciosísimo proyecto que en decenas de volúmenes fue editando documentos capitales en el devenir hispánico.

## La etapa de obispo
Consagrado obispo de Mallorca en Madrid el 1 de enero de 1852, tomó posesión el 25 de marzo siguiente. Participó en actividades del Senado en la legislatura 1858-1860 como senador vitalicio, nombrado en el R.D. 1859-09-24. El 13 de septiembre de 1856 declaró a la Congregación de Hermanas Franciscas Hijas de la Misericordia de Derecho Diocesano y el 11 de marzo de 1871 el papa Pío IX la declaró de derecho Pontificio. En 1870 pidió a Alberta Giménez, que acababa de enviudar, que se hiciera cargo, como directora, del Real Colegio de La Pureza, fundado el 1809 en Palma de Mallorca por el obispo Bernardo Nadal Crespí, que en aquellos momentos se encontraba en decadencia.
Se distinguió por su caridad, especialmente durante el cólera morbo en 1865. Con su edad y achaques y con la casi falta total de vista acudió a hospitales y casas de enfermos sin descanso. Fue premiado con la gran cruz de la Orden Civil de la Beneficencia.